# Depresión posnapoleónica
La depresión posnapoleónica fue una depresión económica en Europa y Estados Unidos después del final de las guerras napoleónicas en 1815.
En Gran Bretaña, una depresión agrícola condujo a la aprobación de las Leyes de cereales (que polarizarían la política británica durante las siguientes tres décadas) y ejerció una gran presión sobre el sistema de ayuda a los pobres heredado de la época isabelina.
Además, después del final de las guerras napoleónicas en 1815, un breve auge en la fabricación textil en Inglaterra fue seguido por períodos de depresión económica industrial crónica, particularmente entre los tejedores e hilanderos textiles (el comercio textil se concentró en Lancashire). Los tejedores que podrían haber esperado ganar 15 chelines por una semana de seis días en 1803, vieron cómo sus salarios se redujeron a 5 chelines o incluso a 4 chelines y 6 peniques en 1818. Los industriales, que estaban recortando salarios sin ofrecer alivio, culparon a las fuerzas del mercado generadas por las réplicas de las guerras napoleónicas.
Al mismo tiempo, las leyes de cereales (la primera de las cuales se aprobó en 1815) exacerbaron la situación. Impusieron un arancel sobre el grano extranjero en un esfuerzo por proteger a los productores de granos ingleses (terratenientes agrícolas). El costo de los alimentos para los trabajadores aumentó cuando la gente se vio obligada a comprar el grano británico más caro y de menor calidad, y se produjeron períodos de hambruna y desempleo crónico, lo que aumentó el deseo de reforma política tanto en Lancashire como en el país en general.
En Irlanda, los precios del trigo y otros cereales se redujeron a la mitad y, junto con el continuo crecimiento de la población, los terratenientes convirtieron las tierras de cultivo en pastizales al garantizar la aprobación de la legislación de desalojo de los agricultores arrendatarios en 1816, lo que llevó, debido a la concentración histórica de la mano de obra irlandesa en la agricultura, a una mayor subdivisión de las parcelas restantes bajo labranza y fincas de subsistencia cada vez menos eficientes y menos rentables.
En Escocia, la depresión terminó en 1822.
Samuel Jackson de Pensilvania teorizó que el pánico de 1819 y la depresión resultante en los Estados Unidos fueron causados por la depresión postnapoleónica, sosteniendo que el final de las guerras napoleónicas había llevado al colapso de los mercados de exportación y al subconsumo resultante.

## Lectura adicional
- Browning, Andrew H. The Panic of 1819: The First Great Depression (2019) Comprehensive scholarly history of the era in the United States; ch 1
- Roger J. P. Kain; Hugh C. Prince (20 de abril de 2006). The Tithe Surveys of England and Wales. Cambridge University Press. pp. 28-30. ISBN 978-0-521-02431-0. Consultado el 9 de marzo de 2011.
- Fussell, G.E. and Compton, M. 'Agricultural adjustments after the Napoleonic Wars', Economic History, III, no. 14. Londres, 1939 doi 10.1215/00182702-1-2-306
- Hollander, Samuel. "Malthus and the post-Napoleonic depression." History of Political Economy 1.2 (1969): 306-335. Online
- Kynaston, David (2017). Till Time's Last Sand: A History of the Bank of England, 1694–2013. New York: Bloomsbury. pp. 107-118. ISBN 978-1408868560.
- O'Brien, Patrick Karl. "The impact of the revolutionary and Napoleonic Wars, 1793-1815, on the long-run growth of the British economy." Review (Fernand Braudel Center) 12.3 (1989): 335-395. Online

- Datos: Q7233483